# Батров, Александр Михайлович
Александр Михайлович Батров (21 декабря 1906, Одесса — 11 июля 1990, Одесса) — советский прозаик и сценарист.

## Биография
Родился 21 декабря 1906 года в Одессе. После окончания средней школы работал арматурщиком, матросом, слесарем. В 1928 году, работая литсотрудником газеты «Полярная звезда», начал заниматься литературным творчеством.
В 1931—1936 годах учился на экономическом факультете Одесского института народного хозяйства.
Был членом Союза писателей СССР (1935 г), автором экранизированных сценариев и более чем ста пятидесяти рассказов.
Скончался 11 июля 1990 года в Одессе.

## Творчество
Все свое творчество посвятил детям. Его перу принадлежат книги «Завтра — океан», «Наш друг Хосе», «Орел и Джованни», «Серебряная олива», «Мальчик и чайка», «Матросская королева», "Барк «Жемчужный», «Мальчишки, звезды и паруса», «На белой стреле», «Утренний конь», «Одесские девчонки», «Три безкозырки», «В Одесской гавани», «Приключение Лозанки» и другие. Произведения переводились на немецкий, китайский, польский, эстонский языки.

## Фильмография

### Сценарист
- 1952 — Неразлучные друзья
- 1956 — Ты молодец, Анита!
- 1960 — Тайны Димки Кармия
- 1962 — Бокс
- 1962 — Девочка с куклой
- 1963 — Компаньерос